# Ділянка дубового лісу (пам'ятка природи, Любомльський район)
Ділянка дубового лісу — ботанічна пам'ятка природи місцевого значення. Об'єкт розташований на території Любомльського району Волинської області, ДП «Любомльське ЛГ», Замлинське лісництво, квартал 35, виділ 10, на південний схід від с. Замлиння.
Площа — 2,1 га, статус отриманий у 2014 році.
Охороняється старовікове високобонітетне лісове насадження дуба звичайного (Quercus robur).